# Elecciones municipales de Tumbes de 1986
Las elecciones municipales de Tumbes de 1986 se llevaron a cabo el 9 de noviembre de 1986 para elegir al alcalde y al Concejo Provincial de Tumbes para el periodo 1987-1989. La elección se celebró simultáneamente con elecciones municipales en todo el país.

## Sistema electoral
La Municipalidad Provincial de Tumbes es el órgano administrativo y de gobierno de la provincia de Tumbes. Está compuesta por el alcalde y el Concejo Provincial.
La votación del alcalde y el concejo se realiza en base al sufragio universal, que comprende a todos los ciudadanos nacionales mayores de dieciocho años, empadronados y residentes en la provincia de Tumbes y en pleno goce de sus derechos políticos, así como a los ciudadanos no nacionales residentes y empadronados en la provincia de Tumbes.
El Concejo Provincial de Tumbes está compuesto por 19 regidores elegidos por sufragio directo para un período de tres (3) años, en forma conjunta con la elección del alcalde (quien lo preside). La votación es por lista cerrada y bloqueada. Se asigna a la lista ganadora los escaños según el método d'Hondt o la mitad más uno, lo que más le favorezca. Es elegido como alcalde el candidato que ocupe el primer lugar de la lista que haya obtenido la más alta votación.

## Composición del Concejo Provincial de Tumbes
La siguiente tabla muestra la composición del Concejo Provincial de Tumbes antes de las elecciones.
| Partidos | Partidos                  | Regidores |
| -------- | ------------------------- | --------- |
|          | Partido Aprista Peruano   | 11        |
|          | Izquierda Unida           | 4         |
|          | Acción Popular            | 2         |
|          | Partido Popular Cristiano | 2         |

## Partidos y candidatos
A continuación se muestra una lista de los principales partidos y alianzas electorales que participaron en las elecciones:
| Candidatura | Candidatura | Partidos y alianzas | Candidatos | Candidatos                | Ideología                                               | Resultado previo | Resultado previo | Ref. |
| Candidatura | Candidatura | Partidos y alianzas | Candidatos | Candidatos                | Ideología                                               | Votos (%)        | Reg.             | Ref. |
| ----------- | ----------- | --- | ---------- | ------------------------- | ------------------------------------------------------- | ---------------- | ---------------- | ---- |
|             | APRA        | Lista - Partido Aprista Peruano (APRA) |            | Cluer Becerra Medina      | Aprismo                                                 | 34.74%           | 11               |      |
|             | IU          | Lista - Izquierda Unida (IU) – Unión de Izquierda Revolucionaria (UNIR) – Unidad Democrático Popular (UDP) – Partido Socialista Revolucionario (PSR) – Partido Comunista Revolucionario (PCR) – Partido Comunista Peruano (PCP) – Frente Obrero Campesino Estudiantil y Popular (FOCEP) |            | Monsermin Yacila Peña     | Marxismo-leninismo Mariateguismo Socialismo democrático | 28.88%           | 8                |      |
|             | PPC         | Lista - Partido Popular Cristiano (PPC) |            | Eulogio Morán Zárate      | Conservadurismo social Humanismo Democracia cristiana   | 14.13%           | 2                |      |
|             | PSP         | Lista - Partido Socialista del Perú (PSP) |            | Rómulo Farías Jiménez     | Socialismo democrático Mariateguismo                    | Nuevo            | Nuevo            |      |
|             | PADIN       | Lista - Partido de Integración Nacional (PADIN) |            | Alberto Contreras Ricaldi | Centrismo Socioliberalismo                              | Nuevo            | Nuevo            |      |
|             | IND         | Lista - Lista Independiente N° 3 MIP |            | Armando Mendoza Florez    | Localismo tumbesino                                     | Nuevo            | Nuevo            |      |
|             | IND         | Lista - Lista Independiente N° 5 Grupo Político Independiente Tumbes |            | José Sánchez Bazán        | Localismo tumbesino                                     | Nuevo            | Nuevo            |      |
|             | IND         | Lista - Lista Independiente N° 7 Solidaridad |            | Antonio Masetty Ricardi   | Localismo tumbesino                                     | Nuevo            | Nuevo            |      |
|             | IND         | Lista - Lista Independiente N° 9 Frente Popular Tumbesino |            | Numa Cabrera García       | Localismo tumbesino                                     | Nuevo            | Nuevo            |      |

## Resultados

### Sumario general
|                        |                                                              |              |              |              |           |           |
| Partidos y coaliciones | Partidos y coaliciones                                       | Voto popular | Voto popular | Voto popular | Regidores | Regidores |
| Partidos y coaliciones | Partidos y coaliciones                                       | Votos        | %            | ±pp          | Total     | +/−       |
|                        | Izquierda Unida (IU)                                         | 10,454       | 40.54        | +11.66       | 11        | +7        |
|                        | Partido Aprista Peruano (APRA)                               | 10,336       | 40.08        | +5.34        | 8         | –3        |
|                        | Lista Independiente N° 7 Solidaridad                         | 1,115        | 4.32         | n/a          | 0         | ±0        |
|                        | Partido Popular Cristiano (PPC)                              | 1,109        | 4.30         | –9.83        | 0         | –2        |
|                        | Lista Independiente N° 9 Frente Popular Tumbesino            | 1,097        | 4.25         | n/a          | 0         | ±0        |
|                        | Lista Independiente N° 3 MIP                                 | 801          | 3.11         | n/a          | 0         | ±0        |
|                        | Lista Independiente N° 5 Grupo Político Independiente Tumbes | 440          | 1.71         | n/a          | 0         | ±0        |
|                        | Partido Socialista del Perú (PSP)                            | 337          | 1.31         | Nuevo        | 0         | ±0        |
|                        | Partido de Integración Nacional (PADIN)                      | 99           | 0.38         | Nuevo        | 0         | ±0        |
|                        |                                                              |              |              |              |           |           |
| Total                  | Total                                                        | 25,788       |              |              | 19        | ±0        |
|                        |                                                              |              |              |              |           |           |
| Votos válidos          | Votos válidos                                                | 25,788       | 86.53        | +2.65        |           |           |
| Votos en blanco        | Votos en blanco                                              | 583          | 1.96         | –1.51        |           |           |
| Votos nulos            | Votos nulos                                                  | 3,431        | 11.51        | –1.14        |           |           |
| Votos emitidos         | Votos emitidos                                               | 29,802       | 81.94        | +17.16       |           |           |
| Abstenciones           | Abstenciones                                                 | 6,567        | 18.06        | –17.16       |           |           |
| Votantes registrados   | Votantes registrados                                         | 36,369       |              |              |           |           |
|                        |                                                              |              |              |              |           |           |
| Fuente:                |                                                              |              |              |              |           |           |

## Elecciones municipales distritales

### Resultados por distrito
La siguiente tabla enumera el control de los distritos de la provincia de Tumbes. El cambio de mando de una organización política se resalta del color de ese partido.
| Distrito              | Alcalde(sa) titular      | Partido político | Partido político        | Alcalde(sa) electo(a)       | Partido político | Partido político        |
| --------------------- | ------------------------ | ---------------- | ----------------------- | --------------------------- | ---------------- | ----------------------- |
| Corrales              | Julio Yacila López       |                  | Partido Aprista Peruano | Idelfonso López Mezones     |                  | Partido Aprista Peruano |
| La Cruz               | Manuel Olavarría Barrena |                  | Partido Aprista Peruano | Ronier Agurto Agurto        |                  | Izquierda Unida         |
| Pampas de Hospital    | Juan Zapata Cornejo      |                  | Izquierda Unida         | Juan Zapata Cornejo         |                  | Izquierda Unida         |
| San Jacinto           | Modesto Ramírez Alemán   |                  | Partido Aprista Peruano | Emérito Zevallos Barrientos |                  | Partido Aprista Peruano |
| San Juan de la Virgen | Óscar Oyola Velásquez    |                  | Partido Aprista Peruano | Erasmo Peralta López        |                  | Izquierda Unida         |